# Klinger Sousa
Klinger Luiz de Oliveira Sousa (Bacabal, 30 de agosto de 1963) mais conhecido como Klinger Sousa ou simplesmente Klinger é um professor, arquiteto e ex-político brasileiro. Exerceu os cargos de vereador e Secretário Municipal em Santo André, durante o segundo e terceiro mandato de Celso Daniel e de João Avamileno, ambos do PT, na prefeitura.

## Vida Pessoal
Formou-se em Arquitetura e Urbanismo pela Universidade Federal do Rio de Janeiro em 1986 além de Bacharel em filosofia pela Universidade de São Paulo em 2013.

## Carreira Política

### Secretário Municipal de Serviços Públicos de Santo André (1997-2002)
Durante os dois últimos mandatos de Celso Daniel a frente da prefeitura esteve a frente da Secretaria Municipal de Serviços Públicos da Cidade, órgão que era responsável pelo gerenciamento dos serviços essenciais prestados pelo poder público municipal, como coleta seletiva e transporte público de passageiros.
No período que esteve a frente da pasta, esteve responsável pela entrega de dois novos equipamentos de transporte para a população de Santo André, o novo terminal rodoviário e o sistema tronco alimentador da Vila Luzita. A nova rodoviária, entregue em 2000 foi construída no leito da Linha D da CPTM, atual Linha 10 do Trem Metropolitano de São Paulo, na margem da Estação Prefeito Saladino. Além do espaço de embarque e desembarque de passageiros, a nova estrutura contava com um terminal de transporte urbano integrado por uma passarela sob os trilhos da EFSJ.

### Vereador de Santo André (2001-2004)
Na eleição municipal de 2000 foi candidato a vereador da cidade de Santo André, pelo Partido dos Trabalhadores, agremiação partidária do então mandatário do município. Foi o segundo vereador mais votado da cidade, apoiado pelo então prefeito e candidato a reeleição. Alcançou a vitória com 9.092 votos, que representavam 2,47% do eleitorado total naquele pleito.
Tomou posse para o exercício do cargo na 13ª Legislatura do Município em 1° de janeiro de 2001, contudo, licenciou-se do cargo para continuar no exercício da função de secretário, convidado novamente pelo prefeito Celso Daniel. Em seu lugar assumiu o primeiro suplente do PT, José Montoro Filho, conhecido na cidade como Montorinho.
Em 26 de junho de 2002 retorna à Câmara Municipal após ser exonerado do cargo de secretário pelo então prefeito João Avamileno, que havia assumido a titularidade do mandato após o sequestro seguido de assassinato de Celso Daniel, ocorrido em 18 de janeiro de 2002. A exoneração partiu de uma decisão da cúpula nacional do partido em virtude da acusação de envolvimento de  Klinger em um esquema de corrupção no sistema de transportes coletivos da cidade, que consistia na extorsão dos empresários do ramo na cidade, com pagamento de propina com intuito de financiar a campanha presidencial de Luiz Inácio Lula da Silva daquele ano.
Em março de 2022, após 22 anos como membro da sigla, anunciou sua desfiliação do Partido dos Trabalhadores, no mesmo ano participou da série documental de oito episódios que conta detalhes sobre o assassinato de Celso Daniel, exibida na plataforma Globoplay.

## Condenações

### Corrupção nos Transportes
Em novembro de 2017 é condenado pelo Tribunal de Justiça do Estado de São Paulo em 17 anos de reclusão juntamente com mais 3 investigados, incluindo Ronan Maria Pinto, proprietário de empresas de transporte coletivo na cidade e do jornal Diário do Grande ABC, em virtude da evidência de sua participação e colaboração em esquemas de corrupção no sistema de transporte da cidade durante a segunda passagem de Celso Daniel pelo executivo andreense, entretanto, não foi localizado pela justiça até 25 de dezembro de 2018 quando foi preso durante uma operação da Polícia Militar em um posto de combustível em Santo André.

## Desempenho Eleitoral
| Ano  | Eleição                  | Cargo    | Partido | Partido | Coligação | Vice | Votos para Klinger | Votos para Klinger | Votos para Klinger | Resultado | Ref   |
| Ano  | Eleição                  | Cargo    | Partido | Partido | Coligação | Vice | Total              | %                  | P.                 | Resultado | Ref   |
| ---- | ------------------------ | -------- | ------- | ------- | --------- | ---- | ------------------ | ------------------ | ------------------ | --------- | ----- |
| 2000 | Municipal de Santo André | Vereador |         | PT      | PT, PCdoB | —    | 9.092              | 2,47%              | 2.°                | Eleito    | [ 3 ] |